# The Broken Butterfly
The Broken Butterfly er en amerikansk stumfilm fra 1919 af Maurice Tourneur.

## Medvirkende
- Lew Cody - Daniel Thorn
- Mary Alden - Julie Elliot
- Pauline Starke - Marcène Elliot
- Peaches Johnson
- Nina Byron